# 丁吉利·班达·维杰通加
丁吉利·班达·维杰通加（1916年2月15日—2008年9月21日），斯里兰卡政治人物，1988年到1989年任西北省省长，1989年3月3日至1993年5月7日任斯里兰卡总理，1993年5月1日普雷马达萨总统遭炸弹袭击遇难身亡后担任斯里兰卡总统。

## 生平
维杰通加出生于一个僧伽罗中产阶级的佛教家庭，家族在斯里兰卡中央省古都康提地区有议会席位。在甘波拉圣安德鲁学院完成他的中学教育后，进入政府的合作部当检查员。他与资深政治家乔治·E·德·席尔瓦和A·拉特纳亚卡（Abeyratne Ratnayaka）关系密切，拉特纳亚卡时任粮食和合作部部长，维杰通加则担任他的私人秘书。他于1946年加入统一国民党，在1965年的大选中首次进入议会，在满足选民的需求方面，他被认为是最有效的国会议员。他在1970年败选，但在1977年重返议会，并被任命为信息和广播部长，1988年曾短暂出任西北省省长，几个月后回到议会。1989年2月普雷马达萨当选宗统后，维杰通加被任命为总理兼财政部长。1993年5月1日，普雷马达萨总统在参加劳动节游行时，遭泰米尔猛虎组织自杀式炸弹袭击遇难身亡，维杰通加成为代总统，7日，国会举行总统补选，维杰通加作为执政党统一国民党一致推荐的唯一候选人而当选，任期至1994年11月12日。
维杰通加长期患病，2008年9月21日早上约9点半时在康堤总医院去世。